# Pedro de Mingo
Pedro de Mingo (Madrid, 5 de abril de 1985) es un compositor, cantautor y músico de rock español

## Biografía
Pedro de Mingo Fernández, conocido como Pedro de Mingo, es un cantautor madrileño residente en Getafe. De forma autodidacta empezó a tocar en grupos de versiones de rock y el 26 de noviembre de 2006 se estrenó en solitario en el Bistrot des Artistes del Barrio Latino de París.
Después de varios años por los escenarios, graba en París en el año 2010 su primer disco llamado "No hay drama" de forma autoproducida. El disco fue presentado el 17 de septiembre de 2011 en el Teatro Federico García Lorca de Getafe.
Después, en 2012, realizó una gira solidario por Guatemala y México llamada "Gira Nómada", participando en el festival "Nómada-Babel" en León (Guanajuato)
Pedro de Mingo ha realizado concierto por diferentes lugares de España, Europa y el mundo y siempre va acompañado de su guitarra.
En 2013 actúa en la sala Galileo junto a Olga Román en los ciclos de conciertos de la UNED.
Entre 2015 y 2016 graba en "La Rebotica" su segundo disco llamado "Buenaventura" y lo presenta en directo el 20 de enero de 2017 también en el Teatro Federico García Lorca de Getafe.
El artista, comprometido con causas solidarias, graba el videoclip de la canción "Nómada" en los campamentos de refugiados saharauis.
En 2017 participa en las fiestas de Moratalaz como telonero de Mártires del Compás y Marinah (excantante de Ojos de Brujo).
En septiembre de 2017 presenta el videoclip de Flor en el pelo, una animación sobre el Festival de Woodstock. y los hippies.
Ha compartido escenario con artistas como Marwan, Mártires del Compás, Marinah (Ojos de Brujo), Olga Román, Luis Ramiro, Leo Segarra, Jaime Anglada, Luis Quintana, Félix Fernández, Fran Fernández...

## Discografía
- No hay drama (2010), grabado en París.
- Buenaventura (2016), grabado en Toledo.
- Una Noche en Fender Club (2023), grabado en Fender Club Getafe (Madrid)

## Videoclips
- No hay drama (2012). Grabado en Belchite.
- Nómada (2017). Grabado en los campamentos de refugiados saharauis.
- Flor en el pelo (2017). Animación sobre Woodstock y la contracultura de los 60.